# Хрватски радијски фестивал
Хрватски радијски фестивал био је годишњи музички фестивал у Хрватској. Фестивал је први пут одржан 1997. године у Водицама. Ту је био организован до 2002. године, када је одржан у Шибенику. Након две године у Шибенику, а потом су Ријека и Пожега постале суорганизатори фестивала 2004. 2005. и 2006. године фестивал је одржан у Трогиру, а 2007. на Хвару. 2008. године одржан је у Опатији, где ће остати пет година.
Фестивал издаје неколико награда, од којих је најважнија Гран при. Остале награде су Награда слушалаца радио станица, Награда музичких уредника, Награда дневног листа 24 сата, Награда за број примљених СМС порука и Награда за број гласова на Интернету.
Од 2009. године постоји још једна награда, Награда Тоше Проески, коју је добила Нина Бадрић.

## Победници фестивала
- 1997. - Нина Бадрић за "Буди ту"
- 1998. - Санди Ценов за "Сунце моје то си ти"
- 1999. - Ален Нижетић за "Ноћас се растају пријатељи"
- 2000. - Ивана Банфић и Дино Мерлин за "Годинама"
- 2001. - Colonia за "За твоје снене очи"
- 2002. - Colonia за "Одузимаш ми дах"
- 2003. - Colonia за "C'est la vie"
- 2004. - Ивана Банфић за "Отисак прста"
- 2006. - Тони Цетински за "Све је с тобом напокон на мјесту"
- 2007. - Тоше Проески са "Вежи ме за себе" (поп рок) и Дражен Зечић са "Стани срце" ("забавна")
- 2008. - Нина Бадрић и Љиљана Петровић Buttler са "Краљ живота мог" (поп рок), Антонија Шола са "Небу под облак" (песма године)
- 2009 - Хари Мата Хари и Нина Бадрић са "Не могу ти рећи шта је туга"[3]